# خامسلو
خامسلو یک روستا در ایران است که در دهستان اجارود شمالی واقع شده‌است.